# به تو نیاز دارم (آلبوم)
«به تو نیاز دارم» آلبومی از هنرمند اهل لبنان نانسی عجرم است که در سال ۱۹۹۸ میلادی منتشر شد.